# Гузувка (Луківський повіт)
Гузувка (пол. Guzówka) — село в Польщі, у гміні Сточек-Луковський Луківського повіту Люблінського воєводства.
Населення — 139 осіб (2011).
У 1975-1998 роках село належало до Седлецького воєводства.

## Демографія
Демографічна структура станом на 31 березня 2011 року:
|          | Загалом | Допрацездатний вік | Працездатний вік | Постпрацездатний вік |
| -------- | ------- | ------------------ | ---------------- | -------------------- |
| Чоловіки | 65      | 13                 | 41               | 11                   |
| Жінки    | 74      | 16                 | 33               | 25                   |
| Разом    | 139     | 29                 | 74               | 36                   |